# The Drift
The Drift je třinácté sólové studiové album amerického zpěváka Scotta Walkera. Vydáno bylo 8. května 2006 společností 4AD, tedy více než deset let po Walkerově předchozím řadovém albu Tilt. Na produkci alba se spolu s Walkerem podílel jeho dlouholetý spolupracovník Peter Walsh. Umístilo se na 51. příčce Britské albové hitparády.

## Seznam skladeb
1. Cossacks Are – 4:32
2. Clara – 12:43
3. Jesse – 6:28
4. Jolson and Jones – 7:45
5. Cue – 10:27
6. Hand Me Ups – 5:49
7. Buzzers – 6:39
8. Psoriatic – 5:51
9. The Escape – 5:18
10. A Lover Loves – 3:11

## Obsazení
- Scott Walker – zpěv, kytara, harmonika, saxofon, zvuky
- Hugh Burns – kytara
- Ian Thomas – bicí
- Mark Warman – klávesy, orchestrace, dirigent, perkuse, dřeva, zvuky
- Philip Sheppard – violoncello, orchestrace, dirigent
- Alasdair Malloy – perkuse, bicí
- John Giblin – baskytara
- Steve Pearce – baskytara
- Peter Walsh – zvuky, elektrický sitár, perkuse
- Andrew Cronshaw – dřeva, koncertina
- James Stevenson – kytara
- Brian Gascoigne – klávesy, zvuky
- Thomas Bowes – housle
- Vanessa Contenay-Quinones – zpěv
- Beverly Foster – hlas
- Pete Long – saxofon
- Rohan Onraet – perkuse
- Lucy Painter – zpěv
- Rebecca Painter – zpěv
- Ralph Warman – zpěv
- Derek Watkins – křídlovka